# 武本真梨子
武本 真梨子（たけもと まりこ）は、日本の女優。ヒラタオフィス所属。岡山県出身。

## 出演作品

### テレビドラマ
- アテンションプリーズSP
- LIAR GAME - LGT事務局員
- 名前をなくした女神 - 会社の従業員

### PV
- ONE☆DRAFT『TRAIN』
- Noa『信じてる』
- lecca『なみだの日』